# José Rodolfo Villarreal-Hernández
José Rodolfo Villarreal-Hernandez (16 de enero de 1978) es un criminal mexicano que formó parte de la lista de Los diez fugitivos más buscados por el FBI tras ser agregado el 13 de octubre de 2020. Era buscado por organizar el asesinato de Juan Jesús Guerrero Chapa, el 22 de mayo de 2013, en Southlake, Texas. También se cree que es responsable de numerosos asesinatos en México.  Villarreal-Hernández fue el fugitivo número 524 en ser incluido en la lista de los diez fugitivos más buscados del FBI. El Programa de Recompensas contra la Delincuencia Organizada Transnacional del Departamento de Estado de los Estados Unidos ofrecía una recompensa de hasta $ 1 millón por información que condujera directamente a su arresto.